# 天空之鐘響徹惑星
《天空之鐘響徹惑星》是渡瀨草一郎著，岩崎美奈子繪製插畫的輕小說。

在《電擊文庫》上自2003年12月至2006年10月連載，日文版共12冊，另有1冊外傳。中文版由台灣角川代理。

獲得《這本輕小說真厲害！》2005年第七名，2006年第四名，2007年第九名。

## 登場人物

### 主要登場人物
菲立歐·阿爾謝夫
阿爾謝夫國的四王子。喜歡劍術，自小跟著騎士團的威士托練劍。
因母親是側室末席且已亡故，加上受到哥哥和王妃等人的排擠，在宮中的地位低落。
麗莎琳娜·耶里妮斯
從御柱現身的來訪者。皮膚白皙，擁有一頭黑色長髮。
烏路可·迪古雷
神姬的妹妹，同時也是威塔神殿的司祭。喜歡讀書，目標是成為神師。小時候常與菲立歐作伴，因短髮而一直被菲立歐誤認為男生，直到長大後才解開誤會。

### 其他人物
威士托·貝赫塔西翁
阿爾謝夫國的王宮騎士團團長。劍術高超。備受部下愛戴，自菲立歐小時候起便教他學劍。
西瓦娜
鍊金術師。曾幫助菲立歐和麗莎琳娜逃過神殿騎士團的追捕。
高·夏爾帕
佛爾南神殿的司教。地位崇高，是夏吉爾人。
雷米吉烏斯·巴爾多雷
佛爾南神殿的神師。
艾略特·雷文
佛爾南神殿的神官，負責照顧菲立歐。
梅雅·巴爾多雷
佛爾南神殿的神官，是雷米吉烏斯的孫女和侍者。
卡西那多·庫格
威塔神殿的司教。富有野心，將信仰視為工具。

## 地名（音譯）
阿爾謝夫王國
吉拉哈
塔多姆王國
拉多羅亞
達利古
畢斯達古
聖菲迪爾
蘇里達迪大陸

## 用語
天空之鐘
馬鈴薯形狀的藍色月亮，每年會於聖祭時發出一次鐘響。
御柱
直徑約一百公尺的巨大圓柱，飄浮在半空中，整個大陸共有五根，是神殿的象徵。
佛爾南神殿
信奉地神佛爾南的神殿。
威塔神殿
位於中央的神殿。
涅迪亞神殿
信奉水神涅迪亞的神殿。
札卡多神殿
信奉火神札卡多的神殿。
加魯尼耶神殿
信奉風神加魯尼耶的神殿。
手鐲
昇華
地球
輝石
擁有力量的石頭，由神殿生產，價值高昂。
調停的法則
聖祭
神鋼
神殿騎士團
隸屬中央威塔神殿的騎士團，被派任至各神殿駐守和監視。
無名氏
守護者
鍊金術士
死亡神靈
北方民族
玄鳥
夏吉爾人
外表近似蛇，個性溫和且欲望少，擁有檢測輝石品質的能力。
來訪者
經由御柱從別的世界來的人。
復仇女神
海妖
屍兵
反叛軍
桑克雷特交易

## 出版書籍

### 小說
| 卷數 | 電擊文庫      | 電擊文庫               | 台灣角川       | 台灣角川           |
| 卷數 | 發售日期      | ISBN                   | 發售日期       | ISBN               |
| ---- | ------------- | ---------------------- | -------------- | ------------------ |
| 1    | 2003年12月1日 | ISBN 4-8402-2487-0     | 2007年8月11日  | ISBN 9789861744551 |
| 2    | 2004年2月1日  | ISBN 4-8402-2603-2     | 2007年10月27日 | ISBN 9789861744964 |
| 3    | 2004年5月1日  | ISBN 4-8402-2686-5     | 2008年1月19日  | ISBN 9789861745879 |
| 4    | 2004年8月1日  | ISBN 4-8402-2758-6     | 2008年4月22日  | ISBN 9789861746487 |
| 5    | 2004年11月1日 | ISBN 4-8402-2846-9     | 2008年7月29日  | ISBN 9789861747514 |
| 6    | 2005年2月1日  | ISBN 4-8402-2938-4     | 2008年10月16日 | ISBN 9789861748610 |
| 7    | 2005年7月1日  | ISBN 4-8402-3084-6     | 2009年1月21日  | ISBN 9789861749648 |
| 8    | 2005年10月1日 | ISBN 4-8402-3181-8     | 2009年2月27日  | ISBN 9789862370230 |
| 9    | 2005年12月1日 | ISBN 4-8402-3241-5     | 2009年6月12日  | ISBN 9789862371244 |
| 10   | 2006年3月1日  | ISBN 4-8402-3348-9     | 2009年9月22日  | ISBN 9789862372630 |
| 11   | 2006年7月1日  | ISBN 4-8402-3485-X     | 2009年11月5日  | ISBN 9789862373934 |
| 12   | 2006年10月1日 | ISBN 4-8402-3589-9     | 2010年3月20日  | ISBN 9789862375129 |
| 外傳 | 2017年6月24日 | ISBN 978-4-8402-3914-1 |                |                    |

## 外部連結
- AMW｜雑誌・書籍検索 （キーワード：空ノ鐘の響く惑星で）（页面存档备份，存于），出版社網站的列表 （日語）